# Tonga az 1988. évi nyári olimpiai játékokon
Tonga a dél-koreai Szöulban megrendezett 1988. évi nyári olimpiai játékok egyik részt vevő nemzete volt. Az országot az olimpián 2 sportágban 5 sportoló képviselte, akik érmet nem szereztek.

## Atlétika
Férfi
| Versenyző    | Versenyszám | Előfutam | Előfutam | Előfutam | Negyeddöntő | Negyeddöntő | Negyeddöntő | Elődöntő | Elődöntő | Elődöntő | Döntő   | Döntő    |
| Versenyző    | Versenyszám | Idő      | Hely.    | Össz.    | Idő         | Hely.       | Össz.       | Idő      | Hely.    | Össz.    | Idő     | Helyezés |
| ------------ | ----------- | -------- | -------- | -------- | ----------- | ----------- | ----------- | -------- | -------- | -------- | ------- | -------- |
| Peauope Suli | 100 m       | 10,94    | 6.       | 78.*     | kiesett     | kiesett     | kiesett     | kiesett  | kiesett  | kiesett  | kiesett | kiesett  |
| Peauope Suli | 200 m       | 22,49    | 7.       | 64.      | kiesett     | kiesett     | kiesett     | kiesett  | kiesett  | kiesett  | kiesett | kiesett  |

Női
| Versenyző          | Versenyszám   | Selejtező | Selejtező | Döntő    | Döntő    |
| Versenyző          | Versenyszám   | Eredmény  | Helyezés  | Eredmény | Helyezés |
| ------------------ | ------------- | --------- | --------- | -------- | -------- |
| Siololovau Ikavuka | Súlylökés     | 12,31 m   | 25.       | kiesett  | kiesett  |
| Siololovau Ikavuka | Diszkoszvetés | 44,94 m   | 21.       | kiesett  | kiesett  |

* - egy másik versenyzővel azonos eredményt ért el

## Ökölvívás
| Versenyző              | Versenyszám  | Selejtező         | 32-es főtábla            | Nyolcaddöntő                 | Negyeddöntő       | Elődöntő          | Döntő             | Helyezés |
| Versenyző              | Versenyszám  | Ellenfél Eredmény | Ellenfél Eredmény        | Ellenfél Eredmény            | Ellenfél Eredmény | Ellenfél Eredmény | Ellenfél Eredmény | Helyezés |
| ---------------------- | ------------ | ----------------- | ------------------------ | ---------------------------- | ----------------- | ----------------- | ----------------- | -------- |
| Filipo Palako Vaka     | Középsúly    | erőnyerő          | Kieran Joyce (IRL) · RSC | kiesett                      | kiesett           | kiesett           | kiesett           | 17.      |
| Sione Vaveni Talia'uli | Félnehézsúly |                   | Tommy Bauro (SOL) · KO   | Joseph Akhasamba (KEN) · 0:5 | kiesett           | kiesett           | kiesett           | 9.       |
| Tualau Fale            | Nehézsúly    |                   | erőnyerő                 | Harold Obunga (KEN) · RSC    | kiesett           | kiesett           | kiesett           | 9.       |

RSC – a mérkőzésvezető megállította a mérkőzést